# Novgorod-Seversk
Novgorod-Seversk (Novgorodul de Nord) (în ucraineană Новгород-Сіверський) este orașul raional de reședință al raionului Novhorod-Siverskîi din regiunea Cernigov, Ucraina. În afara localității principale, nu cuprinde și alte sate.

## Demografie
Componența lingvistică a orașului Novhorod-Siverskîi
     Ucraineană (65,77%)
     Rusă (34,01%)
     Alte limbi (0,16%)
Conform recensământului din 2001, majoritatea populației orașului Novgorod-Seversk era vorbitoare de ucraineană (65,77%), existând în minoritate și vorbitori de rusă (34,01%).